# Stajnia na Salvatorze
Stajnia na Salvatorze – polski film wojenny z 1967 w reżyserii Pawła Komorowskiego na podstawie opowiadania Stajnia na Celnej Jana Józefa Szczepańskiego.
Film kręcony w Krakowie.

## Opis fabuły
W czasie II wojny światowej młody uczestnik polskiego ruchu oporu, Michał, otrzymuje od organizacji rozkaz wykonania wyroku na swoim przyjacielu Janie Gajewskim („Zyga”), który załamał się w czasie śledztwa w Gestapo i zdradził towarzyszy. Michał nie jest w stanie wykonać wyroku śmierci. Wkrótce, na skutek zdrady Zygi, zaczynają się aresztowania.

## Obsada
- Janusz Gajos – Michał Słowiński
- Ryszarda Hanin – Matka Michała
- Tadeusz Łomnicki – Jan Gajewski „Zyga”
- Joanna Szczerbic – Teresa, dziewczyna Michała
- Ludwik Benoit – furman Daniec
- Krystyna Feldman – sąsiadka Teresy
- Joanna Jedlewska – sklepikarka Lidka
- Irena Karel – Irena, dziewczyna „Rudego
- Andrzej Kozak – „Długi”, członek grupy Michała
- Krzysztof Litwin – Jurek, kolega Teresy
- Lech Łotocki – Maciek, sąsiad Michała
- Gustaw Lutkiewicz – dyrektor firmy spedycyjnej
- Marian Wojtczak – agent Gestapo kontaktujący się z Zygą
- Irena Burawska

Źródło: Filmpolski.pl